# 나빌 엘아라비
나빌 엘아라비(아랍어: نبيل العربي, Nabil el-Araby, 1935년 3월 15일~2024년 8월 26일)는 현 아랍 연맹 사무총장이다. 엘아라비는 2011년 3월 6일에 이집트 외무장관에 임명되었으며, 2011년 6월 1일 외무장관에서 물러났다.

## 학력
나빌 엘아라비는 1955년 카이로 대학교 법학과에서 법학 학사 학위를 받은 후, 뉴욕대학교 로스쿨에 입학하여 1969년 법학석사(LL.M.), 1971년 법률과학박사(S.J.D.) 학위를 취득하였다.

## 생애와 경력
나빌 엘아라비는 1994년부터 2004년까지 UN 국제법 위원회의 회원이었다. 1999년부터 2001년까지는 제네바에 있는 UN 보상 위원회의 위원이었다. 그는 2006년 2월까지 국제 사법 재판소의 판사를 역임했다. 그는 2000년부터 2010년까지 스톡홀름 국제평화연구소의 위원회 회원이었다. 2008년 12월부터 국제상사중재원 카이로지역센터 센터장 역할을 하였다.
2011년 2월 25일 민주주의 포럼에서, 엘아라비는 이집트 정부가 권력 분립의 부재, 투명성의 부재, 사법적 독립의 부재로 인해 고통을 겪는다고 말하였다.
2011년 3월 6일에 나빌 엘아라비는 이집트 외무장관에 임명되었으며, 같은 해 6월 외무장관에서 물러났다.

## 같이 보기
- 이집트 내각